# Готель (вулиця Батюка, Ніжин)
Готель — пам'ятка архітектури місцевого значення у Ніжині. Наразі тут розміщується стоматологічна поліклініка.

## Історія
Спочатку об'єкт було внесено до «список пам'яток архітектури нововиявлених» під назвою «Готель».
Наказом Міністерства культури і туризму від 21.12.2012 № 1566 надано статус «пам'ятник архітектури місцевого значення» з охоронним № 10001-Чр під назвою «Готель».

## Опис
У будинку в ХІХ — початку ХХ століття був розташований готель «Лівадія». Із 1943 року тут був виконком Ніжинської районної ради народних депутатів. З 1974 року — стоматологічна поліклініка.
У цьому будинку в ХІХ столітті розміщувався найдорожчий і найвідоміший готель міста, де свого часу гостювали Тарас Шевченко (1846 року), Олександр Афанасьєв-Чужбинський, Микола Гербель.
Розташований на розі вулиць Батюка та Думська. Кам'яний, 2-поверховий, складний у плані будинок — складається з двох прямокутних об'ємів, зміщених один щодо іншого. Фасад східного об'єму розчленовують пілястри, тяга і вінчає карниз, прямокутні віконні отвори обрамлені строгими наличниками. Західний об'єм із терасою другого поверху завдовжки 2/3 фасаду.